# Mark Korir
Mark Korir (Keiyo, 10 januari 1985) is een Keniaanse langeafstandsloper, die zich in de wegatletiek heeft gespecialiseerd.

## Loopbaan
Tussen 2004 en 2008 kwam Korir uit voor de Universiteit van Wyoming. Hij nam een aantal maal deel aan de NCAA-kampioenschappen veldlopen. In 2011 won hij de halve marathon van Rio de Janeiro. Het jaar daarop finishte hij als tweede. In 2013 behaalde hij wederom de tweede plaats in Rio de Janeiro en won de 10 km wegwedstrijd in Santos (Brazilië).
In 2014 werd Korir in zijn eerste marathon van Seoel zevende; als vijfde finishte hij bij de 25 km van Berlijn en tweede bij de Corrida de Langueux (10 km). In de herfst won hij de halve marathon van Lille (Rijsel) en werd vijfde bij de marathon van Shanghai.
Zijn grootste zege tot nu toe behaalde Korir in 2015, toen hij de marathon van Parijs won in een tijd van 2:05.49. Een maand eerder was hij op de halve marathon van Parijs als tweede gefinisht in 1:00.52.
In 2016 won Korir de marathon van Frankfurt.

## Persoonlijke records
Baan
| Onderdeel      | Tijd     | Datum         | Plaats       |
| -------------- | -------- | ------------- | ------------ |
| 3000 m         | 8.18,15  | 24 maart 2007 | Tempe        |
| 5000 m         | 14.19,48 | 13 mei 2006   | Provo        |
| 10.000 m       | 29.09,25 | 31 maart 2006 | Palo Alto    |
| 3000 m steeple | 8.49,60  | 10 juni 2009  | Fayetteville |

Weg
| Onderdeel      | Tijd    | Datum            | Plaats    |
| -------------- | ------- | ---------------- | --------- |
| 10 km          | 28.01   | 20 mei 2012      | Santos    |
| 15 km          | 43.58   | 31 december 2011 | Sao Paulo |
| 10 Eng. mijl   | 47.05   | 18 augustus 2013 | Vitória   |
| halve marathon | 1:00.48 | 8 maart 2015     | Parijs    |
| 25 km          | 1:14.06 | 4 mei 2014       | Berlijn   |
| marathon       | 2:05.49 | 12 april 2015    | Parijs    |

Indoor
| Onderdeel | Tijd     | Datum           | Plaats       |
| --------- | -------- | --------------- | ------------ |
| 3000 m    | 8.19,12  | 9 februari 2008 | Lincoln      |
| 5000 m    | 13.57,87 | 14 maart 2008   | Fayetteville |

## Palmares

### 10 km
- 2009: 4e Circuito CBAT-Caixa in Uberlandia - 30.13
- 2010:  Corrida Panamericana in Rio de Janeiro - 29.18
- 2011:  Corrida dos Reis in Cuiaba - 30.24
- 2011:  Trofeo Ciudad de San Pablo - 29.48
- 2011:  Volta Ciudad de Itu - 30.44
- 2011:  Trofeo Independencia in San Pablo - 29.37
- 2011:  Corrida Integracao in Campinas - 29.57
- 2011: 4e Circuito Caixa/CBAT in Porto Alegre - 29.12
- 2012:  Corrida dos Reis in Cuiaba - 30.03
- 2012:  Corrida Tribuna FM-Unilus in Santos - 28.02
- 2012:  Corrida Brasil in Sao Paulo - 29.15
- 2013:  Corrida dos Reis in Cuiaba - 30.11
- 2013:  Corrida de Ap in Apucarana - 29.46
- 2013:  Jornal Tribuna FM in Santos - 28.12
- 2014:  Corrida dos Reis in Cuiaba - 29.23
- 2014:  Corrida Langueux - 28.18

### 15 km
- 2010:  Barueri - 45.13
- 2011:  São Silvestre in São Paulo - 43.58
- 2012:  São Silvestre Road Race in São Paulo - 44.20
- 2013:  São Silvestre Road Race in São Paulo - 44.09
- 2014: 4e Travesía de San Silvestre in Sao Paulo - 45.19

### 10 Eng. mijl
- 2012:  Garoto - 47.25
- 2013:  Garoto - 47.05

### halve marathon
- 2009:  halve marathon van Salvador - 1:06.27
- 2010:  halve marathon van Brasilia - 1:05.38
- 2011:  halve marathon van Rio de Janeiro - 1:01.33
- 2012:  halve marathon van Azpeitia - 1:01.19
- 2012:  halve marathon van Rio de Janeiro - 1:01.48
- 2012:  halve marathon van Asunción - 1:03.54
- 2013:  halve marathon van Azpeitia - 1:02.48
- 2013:  halve marathon van Iguazú - 1:01.19
- 2013:  halve marathon van Curitiba - 1:05.01
- 2013:  halve marathon van Rio de Janeiro - 1:00.49
- 2013:  halve marathon van Medellín - 1:05.12
- 2014:  halve marathon van Lille (Rijsel) - 1:00.49
- 2015:  halve marathon van Parijs - 1:00.52
- 2016:  halve marathon van Verona - 1:03.41

### 25 km
- 2014: 5e 25 km van Berlijn - 1:14.06

### marathon
- 2013:  marathon van Seoel - 2:07.08
- 2014: 7e marathon van Seoel - 2:10.21
- 2014: 5e marathon van Shanghai - 2:11.35
- 2015:  marathon van Parijs - 2:05.49
- 2015: 22e WK in Peking - 2:21.20
- 2016:  marathon van Frankfurt - 2:06.48
- 2017: 10e marathon van Frankfurt - 2:12.37
- 2017:  marathon van Seoel - 2:06.05
- 2017: 10e marathon van Frankfurt - 2:12.37
- 2018:  marathon van Seoel - 2:07.03
- 2018: 6e marathon van Gyeongju - 2:11.00
- 2022: 4e marathon van Seoel - 2:06.54
- 2022:  Marathon van Berlijn - 2:05.58
- 2023: 22e Boston Marathon - 2:14.37

### veldlopen
- 2006: 22e NCAA-kamp. in Terre Haute - 31.24,8
- 2007: 19e NCAA-kamp. in Terre Haute - 30.13,2
- 2008: 71e NCAA-kamp. in Terre Haute - 30.38,7